# Wajera

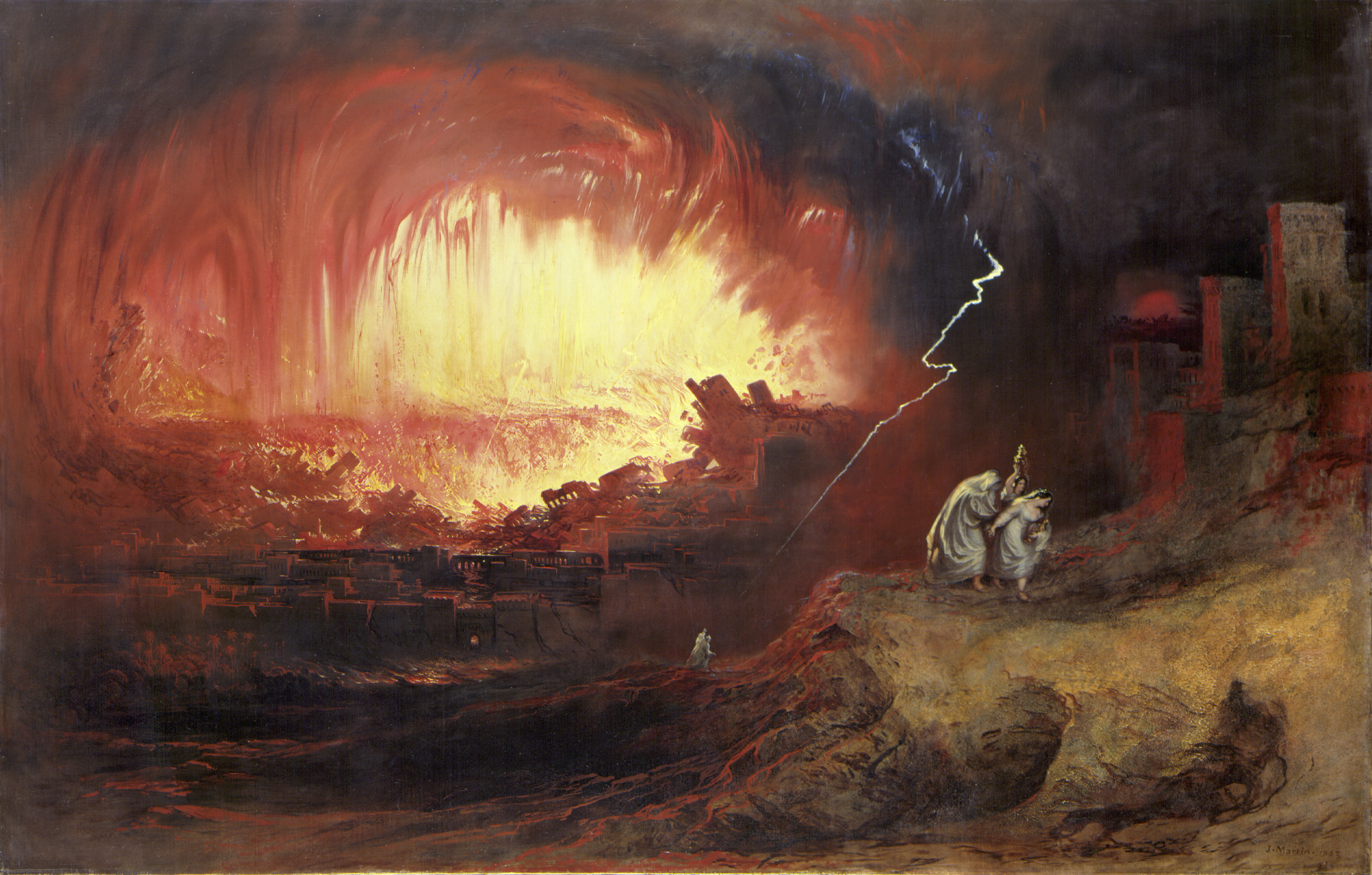
Die Zerstörung von Sodom und Gomorrha (Gemälde John Martins), 1852

Wajera (Biblisches Hebräisch וַיֵּרָא ‚Und es erschien‘ – zu ergänzen: Gott) bezeichnet einen Leseabschnitt (Parascha oder Sidra) der Tora und umfasst den Text Genesis/Bereschit 18–22 (18 , 19 , 20 , 21 , 22 ).
Es handelt sich um die Sidra des 3. Schabbats im Monat Marcheschwan.

## Wesentlicher Inhalt
- Drei von Abraham bewirtete Engel verkünden die Geburt eines Sohnes der Sara
- Abraham bittet um Verschonung der Stadt Sodom und feilscht mit Gott
- Die zwei Engel, die nach Sodom zu Lot kommen und dort gastlich aufgenommen werden, sollen an die Sodomiter ausgeliefert werden
- Lot, seine Frau und zwei Töchter flüchten, bevor die Stadt durch den feurigen Schwefelregen zerstört wird
- Lots Frau blickt zurück und erstarrt zur Salzsäule
- In der Höhle von Zoar zeugt Lot, vom Wein der Töchter berauscht, mit jeder Tochter einen Sohn: Moab und Ammon, die Stammväter der gleichnamigen Volksstämme
- Im Land der Philister gibt Abraham wie schon in Ägypten Sara als seine Schwester aus
- Isaaks Geburt, Beschneidung und Entwöhnung
- Vertreibung der Hagar samt ihrem Sohn Ismael auf Wunsch der Sara
- In der Wüste zeigt ein Engel der Hagar einen Brunnen, aus dem sie das verdurstende Kind tränkt
- Bündnis des Philisterkönigs mit Abraham
- Nach der Siebenzahl – Abraham gibt Abimelech sieben Lämmer für den Brunnen – erhält die Stadt den Namen Be’er Scheva (Wortspiel mit „Siebenbrunnen“ und „Schwurbrunnen“)
- Um Abraham auf die Probe zu stellen, befiehlt Gott ihm, seinen Sohn Isaak im Lande Moria zu opfern („Akeda“)
- Ein Engel des Herrn greift ein und verhindert die Opferung
- Aufzählung der Nachkommenschaft Nahors, des Bruders Abrahams

## Haftara
Die zugehörige Haftara im aschkenasischen Raum ist 2. Könige 4,1–37 . Im sephardischen Ritus wird 2. Könige 4,1–23  gelesen.